# Épreuve de rallycross de Faleyras
Épreuve précédente Épreuve suivante
L'épreuve de rallycross de Faleyras est une course automobile sur circuit qui fait partie du Championnat de France de rallycross. Cette épreuve est actuellement organisée sur le circuit de Faleyras à Faleyras en Gironde.

## Histoire
Créé en 1974, il accueille, dans un premier temps, des courses d'autocross sur un circuit tracé avec des bottes de paille et appartenant à plusieurs propriétaires.
À partir de 1990, utilisé pour des compétitions de rallycross, il devient l'une des étapes du championnat de France de rallycross, et a hébergé les épreuves du championnat d'Europe de rallycross en 1995, 1999 et 2002.
Le circuit de Faleyras est acquis par le conseil général de Gironde en 1998. Cette même année, ce dernier réaménage le site avec la construction de la tour de contrôle, la réfection intégrale de la piste et la pose des structures de sécurité, ainsi qu'un système complet d'arrosage de la piste, permettant de limiter la poussière lors des courses.
En 2013, le circuit est mis en vente par le Conseil Général et les épreuves qui devaient y être organisées sont annulées. Le 2 août 2013, le circuit de Faleyras est cédé à la société Amoleen Racing , pilotée par Stéphane Zittoun, qui signe une convention avec l'association organisatrice des courses, permettant le retour des étapes de Championnat de France de Rallycross et Autocross dès 2014. Amoleen Racing compte développer de nouvelles activités sportives sur le site du Circuit.
Conformément à la réglementation, le circuit de Faleyras intègre dès la saison 2014 un tour Joker (ou tour alternatif) que les pilotes doivent prendre une fois par manche, il est composé d'une chicane et d'un jump.

## Records de la piste
- Supercar :  Andréa Dubourg en 0 min 36 s 157 (2021,  Peugeot 208 I RX)
- Super 1600 :  Anthony Paillardon en 0 min 39 s 167 (2021,  Škoda Fabia II S1600)
- Division 3 :  Alexandre Janot  en 0 min 37 s 519 (2021,  Audi A1)
- Division 4 :  Anthony Mauduit en 0 min 39 s 607 (2021,  Renault Clio III)

## Spécificités
D'une longueur de 1 026 mètres et d'une largeur de 10 à 15 mètres, la piste est composée, à 74 % de terre, et 26 % d’asphalte. La longueur de la ligne droite de départ est de 135 mètres.

« C’est la montagne russe du championnat ! Selon moi, c’est le plus beau de la saison. »

— Fabien Pailler

## Palmarès

### Par année
| Saison | Supercar                                  | Super 1600                                | Division 3                                        | Division 4                                |
| ------ | ----------------------------------------- | ----------------------------------------- | ------------------------------------------------- | ----------------------------------------- |
| 2020   | Annulé à cause de la pandémie de Covid-19 | Annulé à cause de la pandémie de Covid-19 | Annulé à cause de la pandémie de Covid-19         | Annulé à cause de la pandémie de Covid-19 |
| 2022   | Jean-Baptiste Dubourg Peugeot 208 I RX    | Anthony Paillardon Škoda Fabia II S1600   | Nicolas Beauclé Mercedes-Benz Classe A (Type 176) | Jean-François Blaise Renault Clio IV      |
| 2023   | Anthony Pelfrène Peugeot 208 I RX         | Anthony Paillardon Audi A1                | Nicolas Beauclé Mercedes-Benz Classe A (Type 176) | Anthony Mauduit Renault Clio III RS       |
| 2024   | Steven Bossard Hyundai i20 II WRX         | Jimmy Terpereau Peugeot 208 I             | Nicolas Bezard Renault Clio IV                    | Arthur Barbault-Forget Peugeot 208 I      |